# Speelpark De Splinter
Speelpark De Splinter is een speeltuin in het Henri Dunantpark in het stadsdeel Woensel-Noord in Eindhoven. Het park beslaat een oppervlakte van circa 3,4 hectare, wat overeenkomt met ongeveer zeven voetbalvelden, en is bedoeld voor recreatie en ontspanning van kinderen en hun ouders of begeleiders. De speeltuin is het gehele jaar door toegankelijk.
In het speelpark vinden bezoekers onder andere een groot speelfort, een pirateneiland, een zwembad, een bouwhoek, een kinderboerderij, een peuterhoek, een draaihoek en een picknickweide. Daarnaast is er een kiosk aanwezig die, afhankelijk van de inzet van vrijwilligers, op zonnige dagen geopend is.

## Geschiedenis
De Splinter werd opgericht in 1975 als een kleinschalige bouwspeelplaats in een wijk in aanbouw, bedoeld voor kinderen uit de buurt. Zij kregen de gelegenheid om met hout en diverse restmaterialen eigen bouwwerken te maken. In de daaropvolgende decennia ontwikkelde De Splinter zich tot de grootste speeltuin van Eindhoven. In 2025 bestond het speelpark 50 jaar.

## Galerij

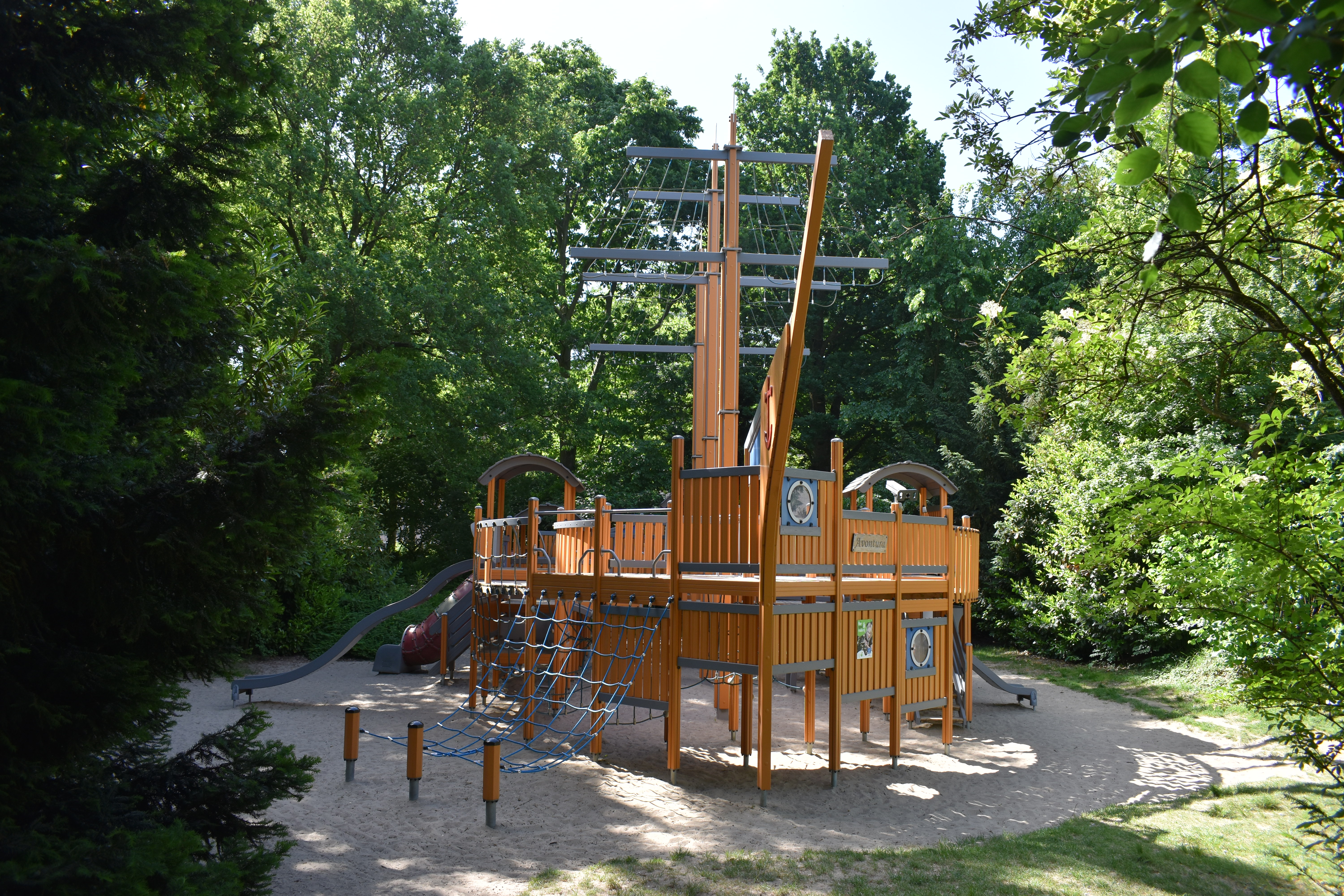
Het speelschip op Pirateneiland
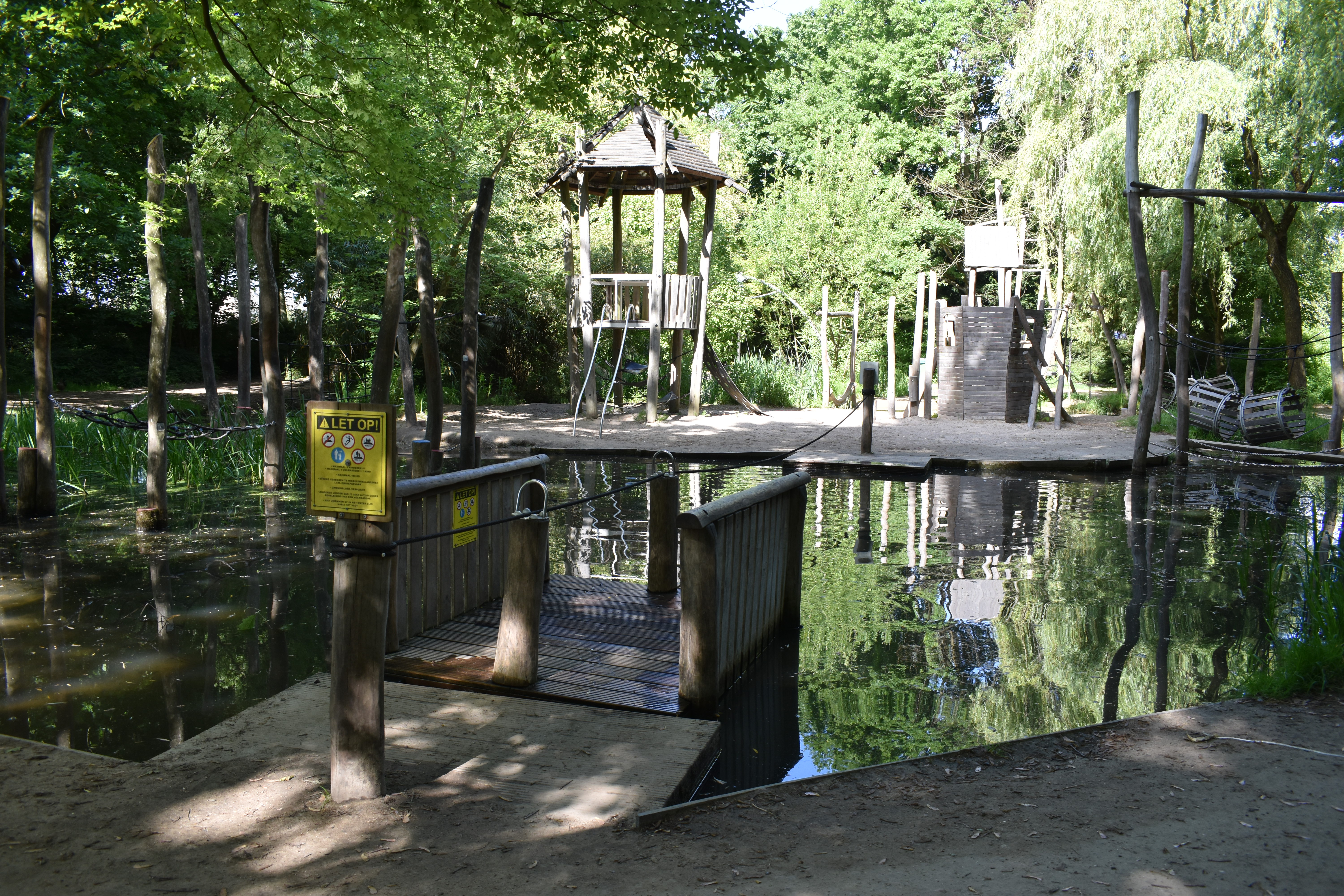
Het trekvlot op Pirateneiland
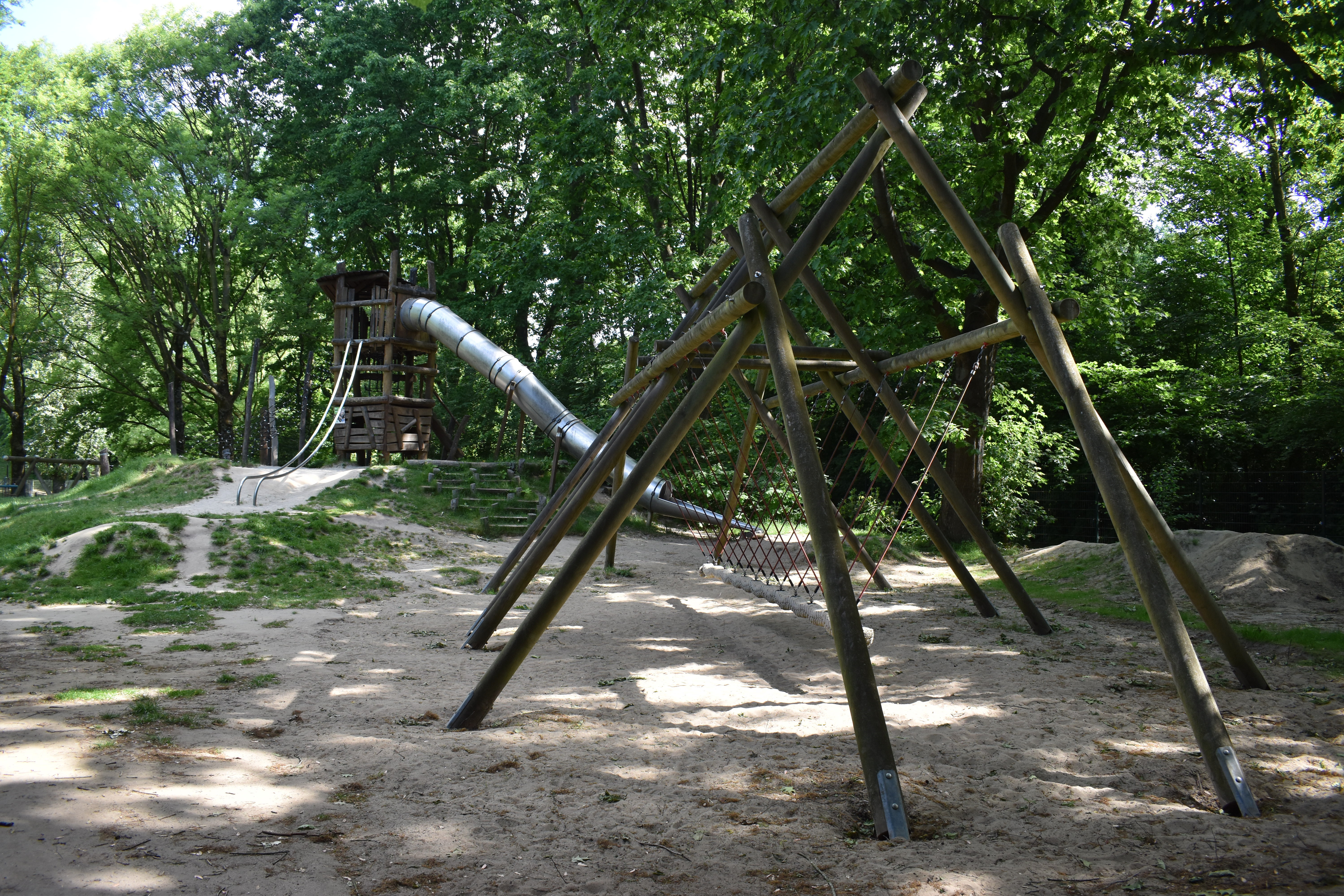
Speeltoestellen
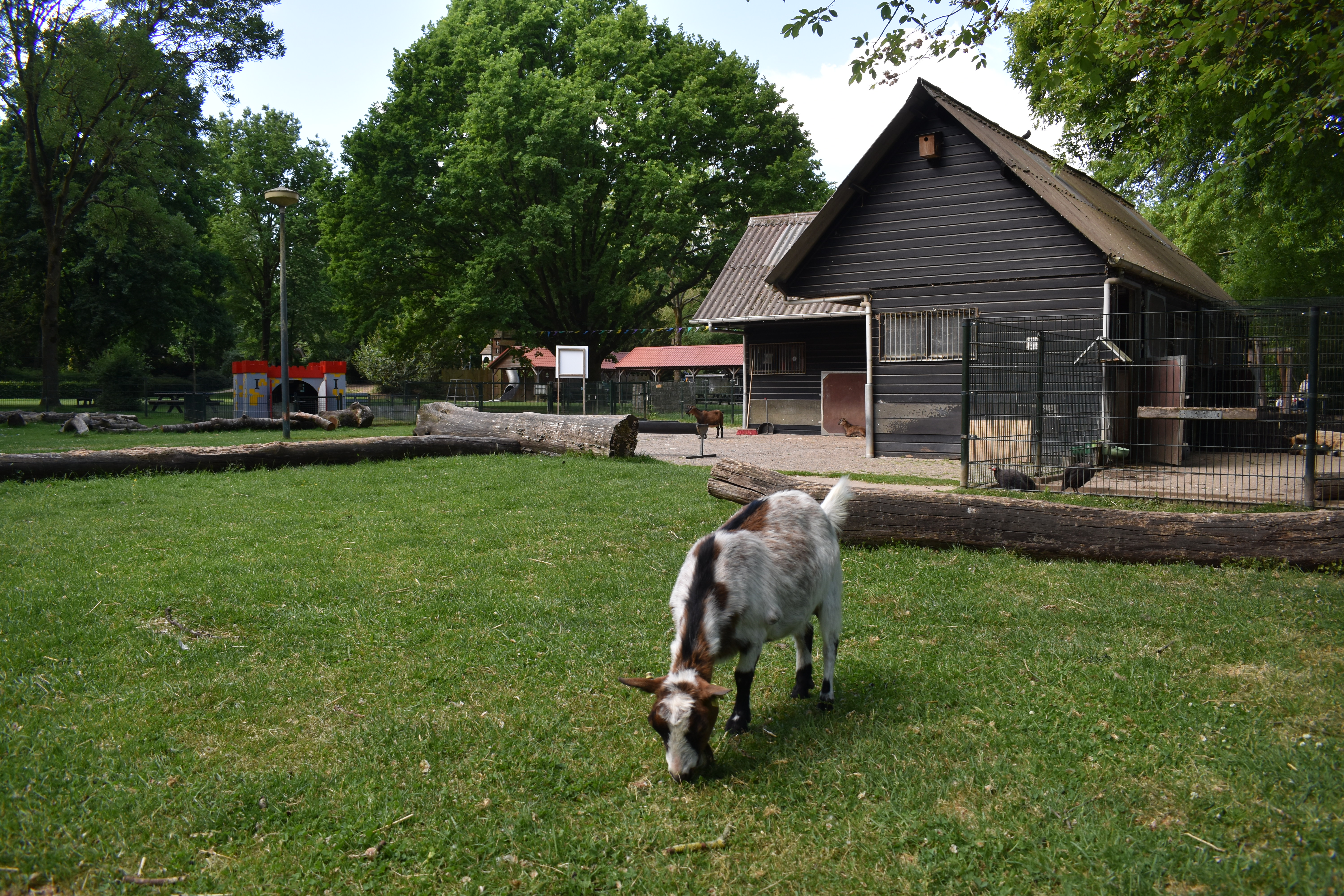
De kinderboerderij
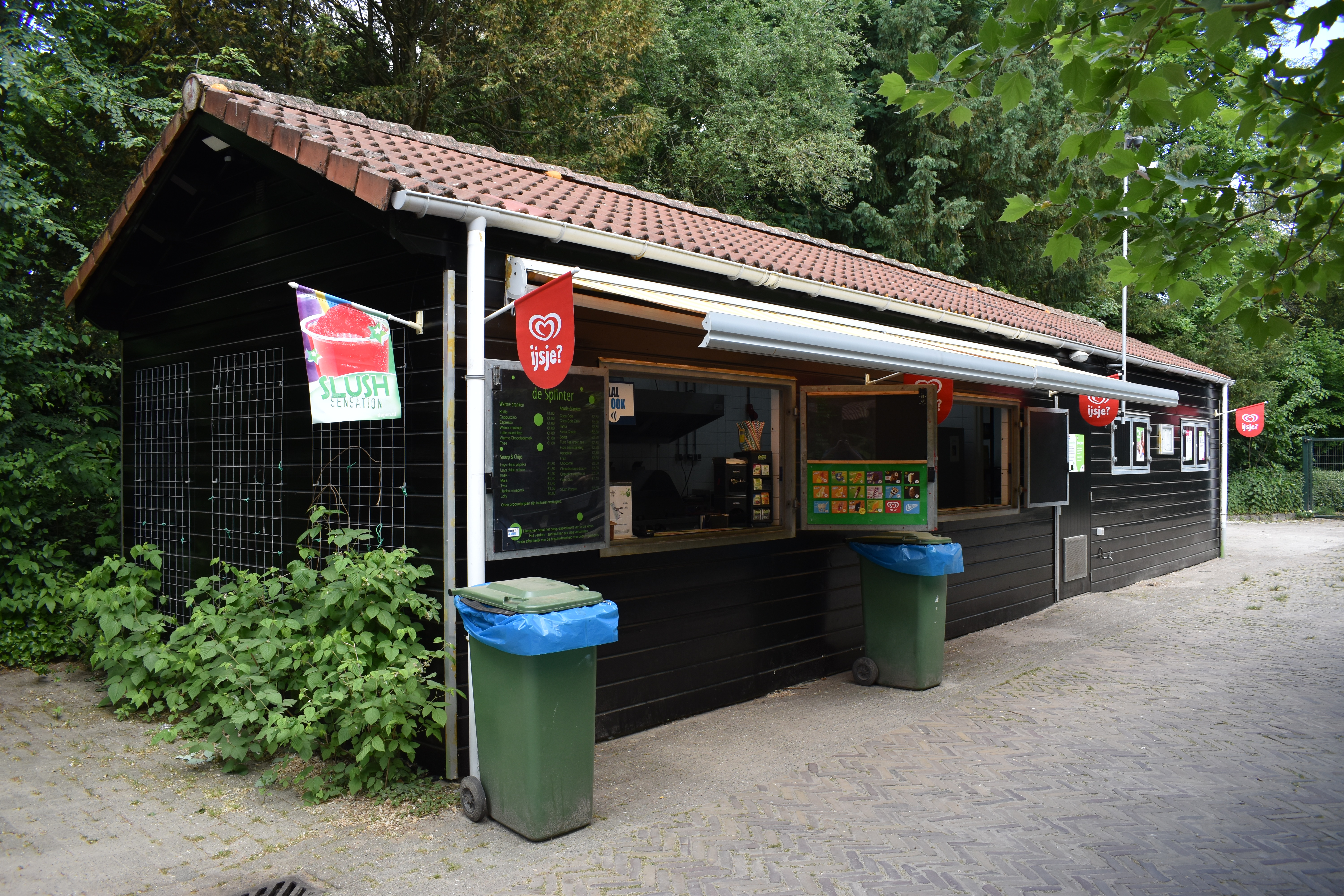
Het winkeltje